# Chmiňany
Chmiňany és un poble i municipi d'Eslovàquia. Es troba a la regió de Prešov, al nord del país.

## Història
La primera referència escrita de la vila data del 1332.

## Demografia
| Godina             | 1994 | 2004    | 2014    | 2024    |
| ------------------ | ---- | ------- | ------- | ------- |
| Nombre de persones | 624  | 783     | 927     | 1069    |
| Diferència         |      | +25,48% | +18,39% | +15,31% |

| Godina             | 2023 | 2024   |
| ------------------ | ---- | ------ |
| Nombre de persones | 1058 | 1069   |
| Diferència         |      | +1,03% |